# Puente romano sobre el arroyo Pedroches (Córdoba)
El puente romano sobre el arroyo Pedroche en Córdoba (España) se ubica en el camino de la Casilla de los Ciegos al Marrubial, probablemente en el trazado de la antigua Vía ad Emeritam que unía Córdoba con Mérida.
En 2001 fue declarado bien de interés cultural con categoría de monumento.

## Descripción
El puente consta de tres tramos rectos no alineados, disponiéndose el central, con tres ojos, perpendicular al cauce del arroyo, mientras las rampas aparecen giradas en planta unos 15 grados en sentido contrario a las agujas del reloj. La calzada tiene 5 m de ancho. Las longitudes son de 11,7 m la rampa oriental, 14,7 m la occidental y 17,5 m el tramo central. Los tres ojos, formados por arcos de medio punto, tienen luces de 4,75 m el central y 2 m los laterales. La altura máxima del puente es de 6,9 m, correspondiendo un gálibo de 4,6 m al arco central, 3 m al occidental y 2,1 m al oriental.
Está asentado sobre dos pilares rectangulares y dos estribos. Está formado por sillares almohadillados de piedra. En el tablero, el pavimento y otras capas de relleno han desaparecido totalmente, quedando al descubierto el trasdós de las dovelas de las bóvedas.
El pretil está realizado con mampuestos y remate de ladrillo macizo dispuesto a sardinel.